# Maik Lippert

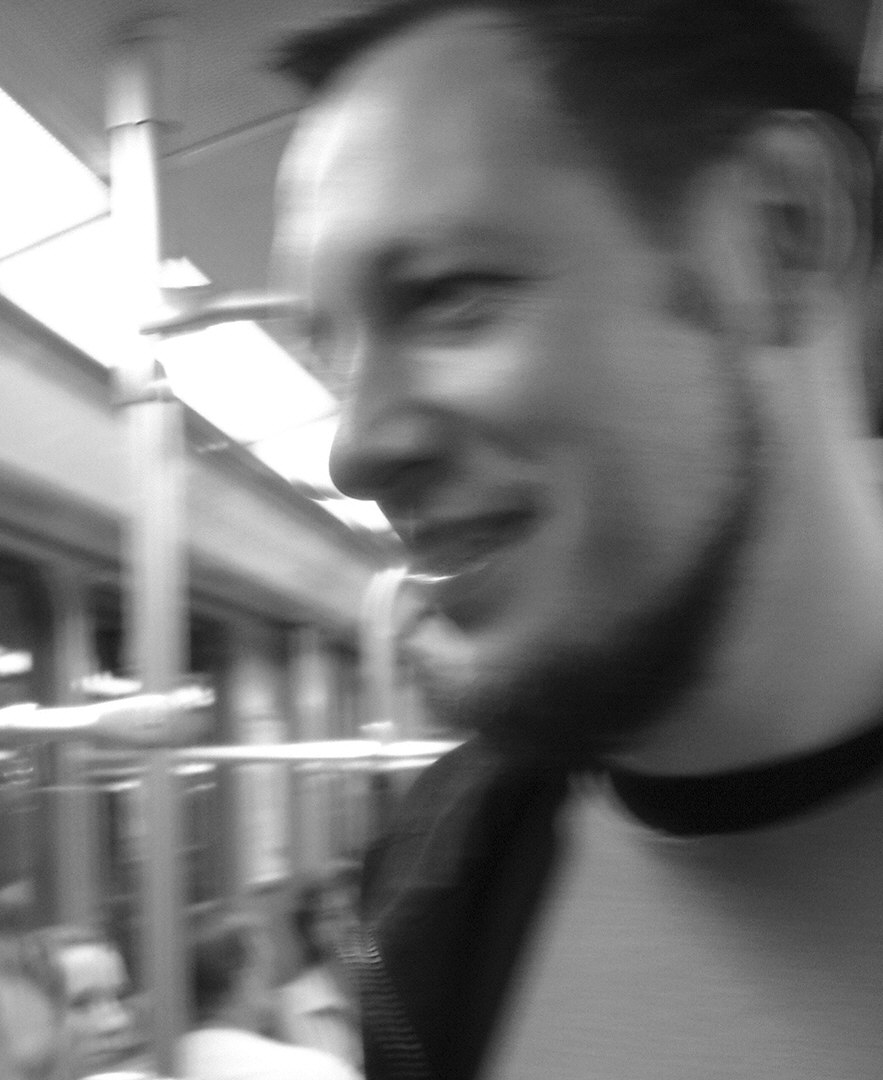
Maik Lippert

Maik Lippert (* 28. Januar 1966 in Erfurt) ist ein deutscher Schriftsteller.

## Leben
Maik Lippert wuchs in Kleinfahner auf. Von 1986 bis 1991 studierte er Wirtschaft in Moskau. Zwischen 1994 und 2003 lebte er in Frankfurt am Main und war unter anderem bei der Chemag AG kaufmännisch tätig. Heute arbeitet er als Berufsschullehrer in Berlin. Er ist seit 2005 mit der Schriftstellerin Katharina Lippert, geborene Berger, verheiratet. 

## Poetik
Lipperts Gedichte nehmen – zum Teil schon im Titel – konkreten Bezug auf Städte, Straßen, U-Bahn-Haltestellen oder Cafés und „bringen verschmitzt eine ungekünstelte Frische ins zeitgenössische Gedicht, den plebejischen Mutterwitz eines hemdsärmligen Barden.“ Der Lyriker Crauss erkennt in der unverklärten Tristesse seiner Stadtgedichte ein „trotziges Heimatgefühl“. Zudem greift Lippert oft Versatzstücke aus der russischen Sprache und chemische Termini auf. Gelegentliche DDR-Reminiszenzen, die sich insbesondere in seiner Kurzprosa finden, sind weder nostalgisch noch im einfachen Sinne „politisch“, sondern immer zwingender Bestandteil des jeweiligen Textes und Ausdruck einer realistischen Schreibhaltung, die „sogar einen Kassenzettel aus dem Supermarkt künstlerisch deklamieren“ kann. Lippert, der vor der Wende an den Schweriner Poetenseminaren und später in seiner Frankfurter Zeit regelmäßig an Poetry Slams teilnahm, tritt heute auf verschiedenen Berliner Lesebühnen auf. Er publiziert in Literaturzeitschriften und Anthologien wie dem Jahrbuch der Lyrik 2007 oder Lyrik von Jetzt.

## Auszeichnungen
- 2000: Preis der Zeitschrift Das Magazin im Literaturwettbewerb des mdr
- 2001: Wolfgang-Weyrauch-Förderpreis beim Lyrik-Wettbewerb „Literarischer März“
- 2001: Stipendiat des Klagenfurter Literaturkurses[12]
- 2006: zweiter Platz für Lyrik beim poetenladen-Debütpreis.
- November 2007 bis Januar 2008: Stadtschreiber in Weimar[13]

## Werke
- (zusammen mit Ekkehard Schulreich) Suizid wird nicht länger strafrechtlich verfolgt. Leipzig: Selbstverlag, 1995[14]
- fahrten ins sediment. Gedichte. Köln: parasitenpresse, 2003, ohne ISBN
- Der Tag beginnt mit Kohlendreck (Reihe „Schöner Lesen“, Nummer 58). Berlin: SuKuLTuR, 2006[15], ISBN 3-937737-66-9.
- im rauchglas des himmels überm gewerbegebiet. Gedichte. St. Ingbert: Edition Thaleia, 2007, ISBN 978-3-924944-84-1.
- Sehnsucht Provinz. Gedichte. Berlin: Hochroth, 2010, ISBN 978-3-942161-04-6.
- Halb und Halb. Roman. Berlin: Hochroth, 2011, ISBN 978-3895023217.
- mir fehlt die ruhe der aquarien. Gedichte. Weßling: Anton G. Leitner Verlag, 2020, ISBN 978-3-929433-38-8.